# Kurchatovus tridentatus
Kurchatovus tridentatus är en djurart som tillhör fylumet skedmaskar, och som beskrevs av Datta Gupta, A.K. 1979. Kurchatovus tridentatus ingår i släktet Kurchatovus och familjen Bonelliidae. Inga underarter finns listade i Catalogue of Life.